# اقتصاديات التنظيم
اقتصاديات التنظيم (بالإنجليزية: Regulatory economics)‏، هو شكل من أشكال التدخل الحكومي الذي يهدف إلى التأثير على سلوك الشركات والأفراد في القطاع الخاص. ويكون بتطبيق القانون من قبل الحكومة أو الوكالات الإدارية المستقلة لأغراض مختلفة، بما في ذلك علاج فشل السوق، وحماية البيئة، والتخطيط المركزي للاقتصاد، وإثراء الشركات ذات الصلة بشكل جيد.